# Ramon Revilla junior

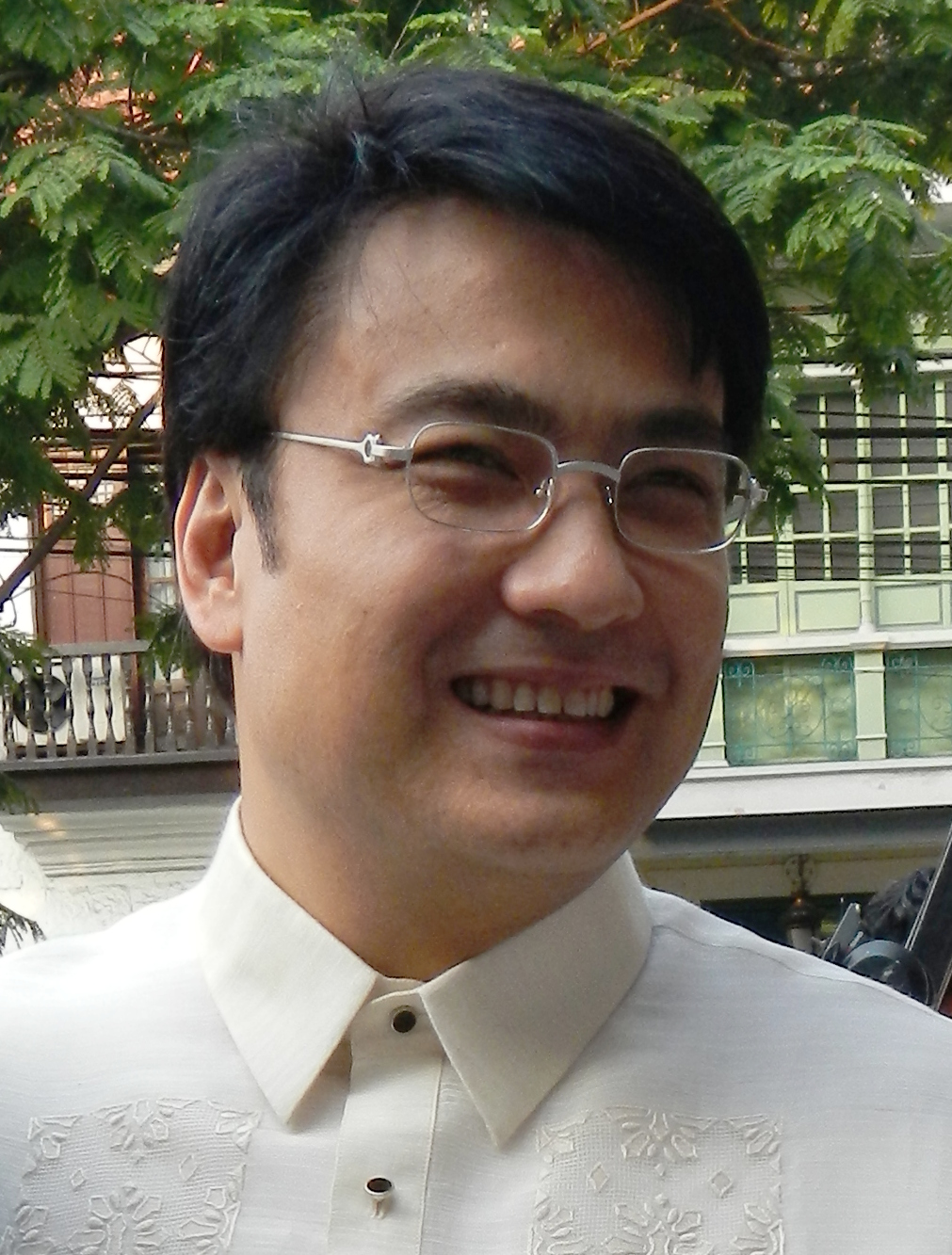
Ramon Bong Revilla junior (2014)

Ramon Bong Revilla junior (* 25. September 1966 in Manila als Jose Marie Mortel Bautista) ist ein philippinischer Schauspieler, Filmproduzent, Unternehmer und Politiker der Lakas-Kabalikat ng Malayang Pilipino-Christian Muslim Democrats (Lakas-CMD), der in fast achtzig Filmen mitspielte und unter anderem von 2004 bis 2016 Mitglied im Senat der Philippinen war. 2019 wurde er erneut zum Senator gewählt.

## Leben

### Schulische Ausbildung und Filmkarriere
Bong Revilla ist der Sohn des ebenfalls erfolgreichen Schauspielers Ramon Revilla senior, der zwischen 1992 und 2004 ebenfalls Senator war und mit sechzehn Frauen 72 Kinder haben soll, von denen 38 offiziell anerkannt sind und seinen Familiennamen haben. Zahlreiche dieser Kinder sind ebenfalls in der Filmindustrie sowie der Politik tätig wie zum Beispiel Ramon N. Bautista, der Bürgermeister war.
Revilla, der 1977 die Elementary School Jesus Good Shepherd in Imus beendete, begann bereits als Teenager seine Laufbahn beim Film und hatte 1976 in Bergado, Terror of Cavite sein Debüt als Filmschauspieler. Er drehte bis zum Abschluss seiner Sekundarbildung an der Fairfax High School in Los Angeles 1982 nur wenige Filme, ehe er danach in zahlreichen Actionfilmen zunehmend auch Hauptrollen übernahm. Seine schauspielerische Laufbahn setzte er auch nach Beginn seiner politischen Karriere weiter fort und spielte bis heute fast achtzig Filme. Zu Beginn der 1990er Jahre begann er zusätzlich seine Arbeit als Filmproduzent und produzierte zwischen 1991 und 2000 neun Filme. Außerdem ist er als Unternehmer tätig und gründete die RRJ Foundation Inc., deren Präsident und Vorsitzender er ist. Zu dieser Gruppe gehören auch die von ihm geleiteten Unternehmen RRJ Films Inc., RRJ Trading and Trucking Inc. und RRJ Peoples Organization Inc.
Im Laufe seiner schauspielerischen Karriere gewann er 1995 den FAMAS Award, den Preis der philippinischen Filmindustrie, als bester Schauspieler und zwar für  Relax ka lang, sagot kita (1994). Darüber hinaus war er sieben weitere Male für diesen FAMAS Award als bester Schauspieler sowie ein weiteres Mal als bester Schauspieler in einer Nebenrolle nominiert.
2009 gewann er nicht nur den Fernando Poe Jr. Memorial Award, sondern für seine Rolle in Ang Panday beim Metro Manila Film Festival auch den Festivalpreis als bester Schauspieler sowie eine Nominierung bei den Star Awards for Movies als bester Actiondarsteller und eine Nominierung für den FAMAS Award.
Zuletzt stand er 2011 vor der Kamera und spielte in Ang Panday 2 erneut die Hauptrolle des „Flavio“.

### Politische Laufbahn
Im Juli 1995 begann Bong Revilla neben seiner Karriere beim Film auch seine politische Laufbahn und wurde zunächst zum Vizegouverneur der Provinz Cavite gewählt, ehe er zwischen Februar 1998 und Juni 2001 Gouverneur dieser Provinz war. In dieser Zeit setzte er sich für Umwelt-, Natur- und Gesundheitsprojekte ein sowie gegen Kriminalität wie illegales Glücksspiel. Für seinen Einsatz gegen Drogenkriminalität und zur Bekämpfung von Abhängigkeitssyndromen wurde er unter anderem von der in Albany ansässigen International Narcotics Enforcement Officers Association geehrt. 1997 heiratete er die Schauspielerin Lani Mercado.
Nach Beendigung seiner Amtszeit als Gouverneur war er zwischen Juli 2002 und Januar 2004 Vorsitzender der Regulierungsbehörde für Tonbildträger (Videogram Regulatory Board).
Bei den Wahlen vom Mai 2004 wurde Bong Revilla erstmals zum Senator gewählt und war während seiner langjährigen Senatszugehörigkeit Mitglied mehrerer Senatsausschüsse. Im April 2005 verlieh ihm die Cavite State University einen Doctor of Public Administration (D.P.A.) honoris causa, ehe er im April 2006 von der Nueva Vizcaya State University einen Ehrendoktortitel in Humanwissenschaften (Doctor of Humanities honoris causa) erhielt.
Bei den Wahlen im Mai 2010 wurde er für eine weitere sechsjährige Amtszeit wiedergewählt und erreichte dabei mit 19.513.521 Wählerstimmen (51,15 Prozent) das beste Ergebnis unter den 61 Kandidaten für die zwölf zu vergebenden Senatssitze. Im 15. Kongress von 2010 bis 2013 war er Vorsitzender der Senatsausschüsse für öffentliche Dienste (Committee on Public Services) sowie für öffentliche Arbeiten (Committee on Public Works). Am 30. Juni 2016 schied Revilla aus dem Senat aus, da er nach zwei Amtszeiten nicht mehr wiedergewählt werden konnte. 2019 kandidierte er erneut und wurde mit 30,92 % der Stimmen wieder in den Senat gewählt.
Seit 2011 ist Revilla, dessen Ehefrau seit 2010 den Wahlkreis Cavite II-Bacoor im Repräsentantenhaus vertritt, Vorsitzender der Lakas Kampi CMD.

### Korruptionsvorwürfe und Inhaftierung
Mitte 2013 kam der sogenannte „pork-barrel“-Betrug (offiziell „Priority Development Assistance Fund scam“) ans Licht, im Zuge dessen in den Jahren 1996 bis 2013 bis zu 10 Milliarden Pesos an öffentlichen Geldern systematisch veruntreut worden seien. Revilla wird beschuldigt, neben Juan Ponce Enrile und Jose Pimentel Ejercito jr die Hauptperson in diesem Betrugsfall zu sein. Ihm wird die Veruntreuung von über einer Milliarde Pesos angelastet. Seit dem 20. Juni 2014 ist Revilla wegen des Vorwurfs der Plünderung und Bestechung inhaftiert. Die Untersuchung in dem Fall führt das Sandiganbayan, ein Sondergericht der Philippinen, welches speziell zur Rechtsprechung in Korruptions- und Bestechungsfällen eintritt und dessen Gründung auf die Verfassung aus dem Jahr 1973 zurückgeht. Die Ermittlungen dauern an. Medienberichten zufolge benötigt das Sandiganbayan durchschnittlich 7 Jahre, um einen Fall abzuschließen.

## Filmografie (Auswahl)

### Schauspieler
- 1976: Bergado, Terror of Cavite
- 1986: Dongalo Massacre
- 1988: Iyo ang batas akin ang katarungan
- 1990: Urbanito Dizon: The Most Notorious Gangster in Luzon
- 1993: Sala sa init, sala sa lamig
- 1997: Kung marunong kang magdasal, umpisahan mo na
- 2000: Minsan ko lang sasabihin
- 2006: Hokus Pokus (Fernsehserie)
- 2011: Ang Panday 2

### Produzent
- 1991: Manong Gang
- 1997: Yes Darling: Walang matigas na pulis 2
- 2000: Minsan ko lang sasabihin

## Auszeichnungen
- 1995: FAMAS Award als bester Schauspieler
- 2009: Fernando Poe Jr. Memorial Award
- 2009: Metro Manila Film Festivalpreis als bester Schauspieler